# سعید کریمیان
سعید کریمیان (۱۳۴۸ – ۹ اردیبهشت ۱۳۹۶) سرمایه‌دار ایرانی و مدیر گروه جِم بود. وی در شامگاه ۹ اردیبهشت ۱۳۹۶، ساعت ۲۰:۱۵ به وقت محلی هنگام خروج از محل کار، در خودروی شخصی خود در محلهٔ ساری‌یر استانبول مورد حملهٔ مسلحانه قرار گرفت و به قتل رسید. برخی از رسانه‌ها از اصابت ۲۷ گلوله به خودروی وی اشاره دارند. در زمان ترور، شریک کویتی وی نیز که در خودرو بود، کشته شد.

## زندگی و فعالیت رسانه‌ای
سعید کریمیان در ۱۳۴۸ در قائن به دنیا آمد. وی تحصیلاتش را تا دیپلم در قائن شهر گذراند. او در سال ۱۳۷۵ با پشتیبانی عموی خود به سوئیس رفت و در آن جا پناهنده شد. او در رشته معماری دانشگاه بازل در مقطع کارشناسی به تحصیلات خود ادامه داد. کریمیان حدود دو سال در این دانشگاه تحصیل کرد. او با ازدواج مجدد مادرش مخالف بود و از طرفی نتوانست هزینه‌های سنگین زندگی و شهریه دانشگاه را تأمین کند. او مجبور به ترک تحصیل شد و در سال ۱۳۷۷ پیش برادرش هادی که ساکن لس آنجلس بود، رفت.
هادی در رادیو صدای ایران که برای مخالفت با نظام جمهوری اسلامی در آمریکا تأسیس شد فعالیت داشت و سعید هم در این رادیو مشغول به کار شد. سابقه سیاسی خانواده کریمیان برای رادیو ایده‌آل بود و مطالب سعید مورد توجه گردانندگان این رادیو قرار گرفت. پس از یک سال و نه ما ماه فعالیت در رادیو صدای ایران و بهبود وضعیت اقتصادی، او با رؤیا رضایی ازدواج کرد.
کریمیان جم تی‌وی را ابتدا در لندن و سپس در ترکیه و مالزی، تأسیس کرد. مهدی خزعلی در سال ۱۳۹۱ در مطلبی با عنوان «آقازاده و شبکه‌های ماهواره‌ای!» در وبلاگش نوشت که برادرش، علیرضا خزعلی ادعا کرده‌است که «این دو شبکه مال من نیست، هما متعلق به ژاپه یوسفی و ایرانیان متعلق به سعید کریمیان بوده‌است.» مجوز شبکه ماهواره‌ای ایرانیان از سوی وزارت ارشاد ایران صادر شده و پس از مدتی لغو شد.
او در نیمهٔ اسفند ۱۳۹۵ توسط دادگاه انقلاب در ایران به اتهام اقدام علیه امنیت ملی و تبلیغ علیه نظام به شش سال زندان به صورت غیابی محکوم شده بود.

### جم تی‌وی
در سال ۱۳۸۵ سعید کریمیان به همراه غلامرضا فراهانی و همچنین برادرش هادی کریمیان، در لندن شبکه‌ای را با نام GEM TV افتتاح کردند. در نخستین سال‌های تأسیس، این شبکه تنها به موسیقی می‌پرداخت اما از سال ۸۸ توسعه یافت و به دو قسمت جم موزیک و جم کلاسیک تغییر شکل پیدا کرد. جم موزیک به موزیک ویدئوهای خارجی و جم کلاسیک به سریال‌ها و فیلم‌های مختلف که اغلب از کشور ترکیه هستند می‌پرداخت. وی مدیریت هر دو شبکه را به عهده داشت اما با توسعهٔ شبکه، مدیریت شبکه‌های تازه تأسیس به افراد دیگری که همگی از خانواده کریمیان بودند داده شد. شبکه‌های این گروه با برنامه‌های سرگرم‌کننده فارسی از شهر لندن در انگلستان پخش می‌شود.

## کشته شدن
سایت تابناک به نقل از منابع خود در ترکیه نوشت که یک خودروی جیپ مسیر خودروی لوکس کریمیان را بریده و با متوقف کردن آن، دو فرد نقابدار مسلح به سوی وی و شریک کویتی‌اش شلیک کرده‌اند. آنان سپس خودروی جیپ را آتش زده و از محل گریخته‌اند. به نوشته این سایت بدین ترتیب تروریست‌ها محلی بوده و به عملکرد پلیس ترکیه آشنایی داشته‌اند. کنسول‌گری کویت در استانبول اعلام کرد که همراه کویتی کریمیان، تاجری با نام محمد متعب شلاحی بوده‌است. به گفتهٔ کنسول‌گری ۳ گلوله به شکم محمد متعب شلاحی برخورد کرده و او در بیمارستان جان باخته‌است. این در حالی است که ۲۷ گلوله به سعید کریمیان اصابت کرده و در محل حمله کشته شده‌است. شهردار منطقه‌ای در استانبول بیان کرد که بررسی‌های اولیه نشانگر این است که قتل مدیر شبکه جم احتمالاً به دلیل داشتن اختلافات مالی بوده‌است.
روز ۲۸ اردیبهشت ۱۳۹۶ روزنامهٔ ملیت ترکیه گزارش داد که قاتلان سعید کریمیان، در حالی که با گذرنامه جعلی قصد فرار داشتند، توسط پلیس در صربستان دستگیر شدند. آن‌ها قصد داشتند که از مونته‌نگرو به اروپا بروند و سپس به ایران بازگردند.
با توجه به «محکومیت غیابی اخیر» سعید کریمیان در یکی از دادگاه‌های انقلاب در ایران، احتمال می‌رود که این ترور سیاسی بوده باشد. امیر عباس فخرآور، ساکن آمریکا و یکی از مخالفان جمهوری اسلامی — که از بستگان کریمیان است — معتقد است که کریمیان توسط عوامل جمهوری اسلامی در ترکیه ترور شده‌است.